# Antínous (constel·lació)
Antínous era una antiga constel·lació sense vigència actual al sud d'Aquila. Segons la llegenda, un oracle va dir a l'emperador Hadrià que només la mort de la persona més estimada el salvaria d'un gran perill. Es diu que Antínous, un bell jove estimat per Hadrià, el salvà de caure al Nil. En la memòria seva Hadrià creà la constel·lació l'any 132.